# Le Pain maudit
Le Pain maudit est une nouvelle de Guy de Maupassant, parue en 1883.

## Historique
Le Pain maudit est initialement publiée dans la revue Gil Blas du 29 mai 1883, sous pseudonyme Maufrigneuse, puis dans le recueil Les Sœurs Rondoli.
La nouvelle est dédiée à Henry Brainne, un ami de l’auteur et membre des canotiers de Chatou.

## Résumé
Le père Taille, ouvrier modèle au Havre, est un veuf qui a trois filles. Anna, l’ainée, a quitté la maison au grand dam de son père, et a fini par être liée à un homme plus âgé, juge au tribunal de commerce. Inquiet pour elle, le père Taille est rassuré lorsqu'il apprend qu'elle vit dans l'aisance, lui-même peinant à gagner sa vie.
Quand Rose, la cadette, est demandée en mariage par le fils Touchard, dont le père est tonnelier, le père Taille se réjouit de cette union, car les Touchard sont riches et bien posés. 
Un matin, Anna réapparaît chez son père qui, attendri aux larmes, lui tombe dans les bras. Apprenant les fiançailles de sa sœur avec Philippe Touchard, elle propose que la noce se fasse chez elle, à ses frais. Les deux familles acquiescent, heureuses de l’économie.
Après la mairie et l’église, la noce se dirige vers la maison d’Anna. Tous sont impressionnés par le luxe du logis. On passe à table, on mange bien, mais gênés par l'atmosphère trop distinguée, on ne rigole pas. Madame Touchard, tâchant d'animer la situation demande à son fils de leur chanter quelque chose. Philippe se met à chanter « Le Pain maudit », une chanson qui met en valeur le travail et dénonce le vice. Toute la table applaudit avec frénésie les deux premiers couplets et tous hurlent en chœur le refrain. Mais le troisième couplet, qui semble décrire la situation d’Anna et la condamner au déshonneur, jette un grand froid dans l'assemblée. Fort heureusement le champagne arrive, et les convives, redevenus joyeux et électrisés en voyant apparaître les bouteilles, reprennent ensemble le refrain : « Chers enfants, gardez-vous de toucher ce pain-là ».

## Éditions
- Le Pain maudit, dans Maupassant, Contes et Nouvelles, tome I, texte établi et annoté par Louis Forestier, éditions Gallimard, Bibliothèque de la Pléiade, 1974  (ISBN 978 2 07 010805 3).